# Mistrovství Evropy ve fotbale hráčů do 19 let 2013
Mistrovství Evropy ve fotbale hráčů do 19 let 2013 se konalo od 20. července do 1. srpna v Litvě. Jednalo se o 28. ročník turnaje v této věkové kategorii, kterého se účastnilo osm týmů. Vítězství obhajovala reprezentace Španělska, která vyhrála poslední dva ročníky. Turnaje se mohli účastnit hráči narození nejdříve 1. ledna 1994. Vítězem se stalo Srbsko, které získalo svůj premiérový titul v této kategorii.

## Účastníci
Byla sehrána kvalifikace, které se zúčastnilo 51 reprezentací (Litva měla účast na závěrečném turnaji jistou jako pořadatel). V první fázi bylo 48 týmů rozlosováno do 12 skupin po 4 týmech. Ve skupinách se utkal každý s každým jednokolově na stadionech jednoho z účastníků skupiny jako víkendový turnaj. Vítězové skupin, týmy na druhých místech a nejlepší tým ze žebříčku celků umístěných na třetích místech postoupili do druhé fáze. Ve druhé části bylo 28 týmů rozlosováno do 7 skupin po čtyřech. Opět se utkal každý s každým jednokolově na stadionech jednoho z účastníků skupiny jako víkendový turnaj. Všech 7 vítězů skupin postoupilo na závěrečný turnaj.
- Litva (hostitel turnaje)
- Francie
- Srbsko
- Portugalsko
- Španělsko
- Nizozemsko
- Gruzie
- Turecko

## Pořadatelská města a stadiony
| Stadion                    | Město       | Kapacita | Zápasy                              |
| -------------------------- | ----------- | -------- | ----------------------------------- |
| Alytus Stadium             | Alytus      | 3 748    | 4 zápasy ve skupině a 1. semifinále |
| Darius and Girėnas Stadium | Kaunas      | 8 248    | 4 zápasy ve skupině a 2. semifinále |
| ARVI Football Arena        | Marijampolė | 6 250    | 4 zápasy ve skupině a finále        |

## Skupinová fáze
| Vysvětlivky | Vysvětlivky                                                  |
| ----------- | ------------------------------------------------------------ |
|             | První dva týmy z každé skupiny postoupily do vyřazovací fáze |

### Skupina A
| Tým         | Z | V | R | P | VG | IG | +/− | B |
| ----------- | - | - | - | - | -- | -- | --- | - |
| Španělsko   | 3 | 3 | 0 | 0 | 6  | 2  | +4  | 9 |
| Portugalsko | 3 | 2 | 0 | 1 | 8  | 4  | +4  | 6 |
| Nizozemsko  | 3 | 1 | 0 | 2 | 6  | 9  | −3  | 3 |
| Litva       | 3 | 0 | 0 | 3 | 4  | 9  | −5  | 0 |

| 20. července 2013 18:30       |        |                               |                                                                   |
| Litva                         | 2–3    | Nizozemsko                    | Darius and Girėnas Stadium, Kaunas rozhodčí: Martin Strömbergsson |
| Artimavičius 38' Sirgedas 83' | Report | Achahbar 10', 29' Vloet 90+6' | Darius and Girėnas Stadium, Kaunas rozhodčí: Martin Strömbergsson |

| 20. července 2013 21:15 |        |             |                                                |
| Španělsko               | 1–0    | Portugalsko | ARVI Arena, Marijampolė rozhodčí: Felix Zwayer |
| Ramírez 19'             | Report |             | ARVI Arena, Marijampolė rozhodčí: Felix Zwayer |

| 23. července 2013 16:30 |        |                                     |                                                 |
| Nizozemsko              | 1–4    | Portugalsko                         | Alytus Stadium, Alytus rozhodčí: Michael Oliver |
| Vloet 90+1'             | Report | Guedes 32', 89' Silva 73' Horta 87' | Alytus Stadium, Alytus rozhodčí: Michael Oliver |

| 23. července 2013 18:30 |        |                   |                                                               |
| Litva                   | 0–2    | Španělsko         | Darius and Girėnas Stadium, Kaunas rozhodčí: Aleksei Kulbakov |
|                         | Report | Hernández 6', 74' | Darius and Girėnas Stadium, Kaunas rozhodčí: Aleksei Kulbakov |

| 26. července 2013 21:00                                      |        |                     |                                                             |
| Portugalsko                                                  | 4–2    | Litva               | Darius and Girėnas Stadium, Kaunas rozhodčí: Orel Grinfeeld |
| Lopes 8' Petrauskas 45' (vl.) Figueiredo 51' (pen.) Mané 65' | Report | Sirgedas 53', 90+2' | Darius and Girėnas Stadium, Kaunas rozhodčí: Orel Grinfeeld |

| 26. července 2013 21:00        |        |                                  |                                                   |
| Nizozemsko                     | 2–3    | Španělsko                        | Alytus Stadium, Alytus rozhodčí: Aleksej Kulbakov |
| Mahi 36' Achahbar 90+1' (pen.) | Report | Ramírez 68' Vadillo 81' Vico 83' | Alytus Stadium, Alytus rozhodčí: Aleksej Kulbakov |

### Skupina B
| Tým     | Z | V | R | P | VG | IG | +/− | B |
| ------- | - | - | - | - | -- | -- | --- | - |
| Srbsko  | 3 | 2 | 1 | 0 | 4  | 2  | +2  | 7 |
| Francie | 3 | 1 | 2 | 0 | 3  | 2  | +1  | 5 |
| Turecko | 3 | 1 | 0 | 2 | 6  | 6  | 0   | 3 |
| Gruzie  | 3 | 0 | 1 | 2 | 2  | 5  | −3  | 1 |

| 20. července 2013 17:00  |        |                 |                                                  |
| Srbsko                   | 2–1    | Turecko         | ARVI Arena, Marijampolė rozhodčí: Michael Oliver |
| Luković 17' Mitrović 54' | Report | Recep Niyaz 88' | ARVI Arena, Marijampolė rozhodčí: Michael Oliver |

| 20. července 2013 19:00 |        |         |                                                 |
| Gruzie                  | 0–0    | Francie | Alytus Stadium, Alytus rozhodčí: Emir Alečković |
|                         | Report |         | Alytus Stadium, Alytus rozhodčí: Emir Alečković |

| 23. července 2013 18:30 |        |        |                                                  |
| Srbsko                  | 1–0    | Gruzie | ARVI Arena, Marijampolė rozhodčí: Orel Grinfeeld |
| Meleg 74'               | Report |        | ARVI Arena, Marijampolė rozhodčí: Orel Grinfeeld |

| 23. července 2013 20:45 |        |                     |                                                       |
| Turecko                 | 1–2    | Francie             | Alytus Stadium, Alytus rozhodčí: Martin Strömbergsson |
| Yılmaz 87' (pen.)       | Report | Hunou 6' Benzia 64' | Alytus Stadium, Alytus rozhodčí: Martin Strömbergsson |

| 26. července 2013 16:30 |        |               |                                                           |
| Francie                 | 1–1    | Srbsko        | Darius and Girėnas Stadium, Kaunas rozhodčí: Felix Zwayer |
| Hunou 31'               | Report | Pavlovski 77' | Darius and Girėnas Stadium, Kaunas rozhodčí: Felix Zwayer |

| 26. července 2013 16:30            |        |                            |                                                     |
| Turecko                            | 4–2    | Gruzie                     | ARVI Arena, Marijampolė rozhodčí: Gediminas Mažeika |
| Deniz 16', 18' Niyaz 58' Şahin 80' | Report | Endeladze 3' Kacharava 50' | ARVI Arena, Marijampolė rozhodčí: Gediminas Mažeika |

## Vyřazovací fáze

### Semifinále
| 29. července 2013 16:30   |              |                      |                                                 |
| Srbsko                    | 2–2 (prodl.) | Portugalsko          | Alytus Stadium, Alytus rozhodčí: Michael Oliver |
| Đurđević 6' Gaćinović 85' | Report       | Silva 55' Guedes 79' | Alytus Stadium, Alytus rozhodčí: Michael Oliver |

|                                                     |     | Penaltový rozstřel                  |  |
| Pavlovski Milinković-Savić Meleg Gaćinović Mitrović | 3–2 | Ié Horta Guedes Rafa Alves Teixeira |  |

| 29. července 2013 21:00 |              |                       |                                                             |
| Španělsko               | 1–2 (prodl.) | Francie               | Darius and Girėnas Stadium, Kaunas rozhodčí: Orel Grinfeeld |
| Rodríguez 27' (pen.)    | Report       | Benzia 29' Conte 105' | Darius and Girėnas Stadium, Kaunas rozhodčí: Orel Grinfeeld |

### Finále
| 1. srpna 2013 21:45 |        |             |                                                             |
| Francie             | 0–1    | Srbsko      | ARVI Football Arena, Marijampolė rozhodčí: Aleksej Kulbakov |
|                     | Report | Luković 57' | ARVI Football Arena, Marijampolė rozhodčí: Aleksej Kulbakov |